# Håkan Steen
Håkan Steen, född 21 januari 1971 i Växjö församling, är en svensk musikkritiker, bland annat verksam som musikredaktör på Aftonbladet. Steen har även skrivit för Smålandsposten, Expressen och musiktidningarna Pop, Stereo och Sonic Magazine.